# Jean Bouchard (botaniste)
Pour les articles homonymes, voir Jean Bouchard et Bouchard.
Jean Bouchard, né le 8 mai 1910 à Châtillon-sur-Seine (Côte-d'Or) et mort le 3 juillet 1997 à Prades (Pyrénées-Orientales), est un instituteur et botaniste français.

## Biographie
Né en 1910, Jean Bouchard est le fils de Jeanne Granjon et de Gaston Bouchard, un professeur au collège de Châtillon-sur-Seine. Devenu instituteur, il arrive en 1940 dans les Pyrénées-Orientales et exerce à Mantet, Sahorre et Arles-sur-Tech. S'étant installé à Eus, il démissionne de son métier vers 1955 pour se consacrer entièrement à la botanique.
Après s'être intéressé aux flores du Var, des Bouches-du-Rhône, de la Côte-d'Or et de la Corse, Jean Bouchard explore les territoires des Pyrénées-Orientales et de l'Andorre. Il publie en 1971 et 1975 les deux tomes de la Flora catalana, illustrée de 304 planches de ses propres dessins et qui recense 1470 espèces de la flore des Pyrénées-Orientales (à l'exception des Fenouillèdes, en zone occitane), puis en 1981 une Flora d'Andorra, avec 985 espèces. Il publie par la suite plusieurs ouvrages et articles ajoutant d'autres espèces à ces deux publications majeures. Jean Bouchard est également un spécialiste des saxifrages, à propos desquelles il publie plusieurs articles.
Sa bibliothèque et son herbier principal, comprenant 30 000 échantillons, sont conservés par l'association Charles-Flahaut à Toulouges. Son herbier andorran a été déposé auprès de l'Institut d'Estudis Andorrans à Andorre-la-Vieille.

## Espèce décrites
Les espèces suivantes ont été décrites par Jean Bouchard :
- Dianthus ×bottemeri (1951)
- Saxifraga ×lhostei (1949), dédiée au naturaliste Roger L'Hoste.

## Publications
- Clef dichotomique des espèces, hybrides et affines du genre Saxifraga, groupe des dactylites dits dactyloides, 1949
- Herbarium Saxifragarum pyrenaicum et alpinarum, 1949
- (fr + ca) Flora catalana, vol. I : Capcir, Cerdanya, Conflent, Rosselló, Vallespir, Salanca, La Costa, Els Aspres, Les Alberes, Prades, Terra Nostra, 1971
- (fr + ca) Flora catalana, vol. II : Capcir, Cerdanya, Conflent, Rosselló, Vallespir, Salanca, La Costa, Els Aspres, Les Alberes, Prades, Terra Nostra, 1975
- (ca) Primer herbari de la flora d'Andorra, Andorre-la-Vieille, Institut d'Estudis Andorrans, 1981

## Hommages
- Carex ×bouchardii (Genty), synonyme de Carex ×danielis (Léveillé, 1912)
- Salix ×bouchardii (Chassagne, 1932)